# بولشايا إجورا
بولشايا إزهورا (بالروسية: Большая Ижора) هي مدينة في مقاطعة لينينغراد أوبلاست في روسيا.